# Theclopsis mycon
Theclopsis mycon is een vlinder uit de familie van de Lycaenidae. De wetenschappelijke naam van de soort werd als Thecla mycon in 1887 gepubliceerd door Godman & Salvin.